# IC 4282
IC 4282 — галактика типу dE? () у сузір'ї Гончі Пси.
Цей об'єкт міститься в оригінальній редакції індексного каталогу.